# Atelopus farci
Atelopus farci es una especie de anfibio anuro de la familia Bufonidae. Esta rana arlequín es endémica del municipio de Albán en el departamento de Cundinamarca, Colombia. Solo se conoce su presencia en un arroyo a 2090 m de altitud.
Mide entre 26 y 36 mm, y las hembras son más grandes. Su coloración dorsal es de un tono amarillo oliva uniforme. El vientre es del mismo color en las hembras y más grisáceo en los machos. Los flancos son muy rugosos.
Está gravemente amenazada de extinción principalmente por la quitridiomicosis que se cree que ya ha causado un declive masivo de su población. La pérdida de su hábitat natural debido a la expansión agrícola es otra amenaza importante.
Fue  descubierta por el biólogo norteamericano John Lynch profesor de la Universidad Nacional de Colombia, quien nombró la especie debido a la forma en que se camuflaba de la misma forma en que lo hacía el grupo subversivo FARC.